# デジタルプラス (企業)
株式会社デジタルプラス（英: DIGITAL PLUS, Inc.）は、東京都渋谷区元代々木町に本社を置く日本の企業。
2022年4月に株式会社リアルワールドから商号変更。
GAFAメディア事業及びフィンテック事業を展開、複数のインターネットサービスを手がける。
東京証券取引所グロース市場に上場。

## 概要
代表取締役である菊池誠晃が2005年に設立。 GAFAメディア事業及びフィンテック事業を運営。
GAFAメディア事業では複数のメディアを運営しており、主力メディアとして、公式の漫画アプリ・電子書籍サイトの紹介をする「漫画大陸」 と格安SIMの魅力を分かりやすく伝える「すーちゃんモバイル比較」 がある。
2つのメディアのほか、「RealPay」と「デジタルギフト®」というサービスがある。
「RealPay」は各種ポイントサービスなど、さまざまなサービスで貯めたポイントをまとめられるサービス。 
「デジタルギフト®」はサブスク制のデジタルギフトサービス。従来、紙券として発行していたギフト券をデジタル化し、手軽に送り受けることが可能。ギフトを受け取ったユーザーがセブン銀行ATM受取やPayPayなど自由に受け取り方法を選択できる。

## 沿革
- 2005年
  - 東京都渋谷区神泉町に、株式会社リアルワールドを設立
  - クラウドメディア「Gendama」のサービス開始

- 2006年
  - 本社を東京都渋谷区道玄坂に移転
- 2008年
  - 北海道札幌市に札幌ラボを設置
  - クラウドソーシングサービス「CROWD」の開始
- 2010年
  - 本社を東京都渋谷区猿楽町に移転
- 2011年
  - 株式会社サイバーエージェントより「ライフマイル」を事業譲渡
  - シンガポールにアジア統括を目的としたREALWORLD ASIA PTE. LTD.を子会社として設立
- 2012年
  - インドネシアにクラウド事業を目的としたPT.SITUS KARUNIA INDONESIAを子会社として設立
- 2013年
  - 札幌ラボを分社化し、カスタマーサポート及び広告事業を目的とした株式会社READO（現株式会社LifeTech）を子会社として設立
- 2014年
  - 東京証券取引所マザーズ市場に株式を上場
  - 株式会社マークアイの株式を取得し、グループ会社化
- 2016年
  - 金融事業領域への参入を目的とした株式会社REAL FINTECHを子会社として設立
- 2017年
  - ノーザンライツ株式会社の株式を取得
- 2018年
  - クラウドメディア「Gendama」の運営を目的とした株式会社リアルXを子会社として設立
  - 動画事業の運営を目的とした株式会社カチコを子会社として設立
  - 株式会社LifeTechの全株式を売却
- 2019年
  - Instagram事業を目的とした株式会社AI Marketingを子会社として設立
  - ノーザンライツ株式会社の全株式を売却
  - 株式会社マークアイの全株式を売却
  - 本社を東京都渋谷区元代々木町に移転
- 2020年
  - 株式会社REAL FINTECHにて「RealPayギフト」をリリース
  - 株式会社リアルXの全株式を売却[6]
  - 株式会社AI Marketing及び株式会社カチコを本社に吸収合併
  - 「漫画大陸」「すーちゃんモバイル比較」を事業譲受 。 GAFAメディア事業を開始
- 2021年
  - ポイント流通総額200億円突破
- 2022年
  - 「RealPayギフト」を「デジタルギフト®︎」に名称変更
  - 株式会社デジタルプラスに商号変更[1]